# Дальне-Закорское муниципальное образование
Дальне-Закорское сельское поселение — муниципальное образование со статусом сельского поселения в 
Жигаловском районе Иркутской области России. Административный центр — село Дальняя Закора.

## Демография
По результатам Всероссийской переписи населения 2010 года
численность населения муниципального образования составила 707 человек, в том числе 352 мужчины и 355 женщин.

## Населённые пункты
- село Дальняя Закора
- село Качень
- деревня Балыхта
- деревня Константиновка
- деревня Пуляевщина
- деревня Тыпта
- деревня Чичек